# Малинковский сельсовет (Липецкая область)
Малинковский сельсовет — сельское поселение в Данковском районе Липецкой области Российской Федерации.
Административный центр — железнодорожная станция Политово.

## История
Статус и границы сельского поселения установлены Законом Липецкой области от 23 сентября 2004 года № 126-ОЗ «Об установлении границ муниципальных образований Липецкой области»

## Население
| 2010 | 2012 | 2013 | 2014 | 2015 | 2016 | 2017 |
| ---- | ---- | ---- | ---- | ---- | ---- | ---- |
| 744  | ↘698 | ↘670 | ↘650 | ↘641 | ↘625 | ↘614 |
| 2018 | 2021 |      |      |      |      |      |
| ↘581 | ↗696 |      |      |      |      |      |

## Состав сельского поселения
| № | Населённый пункт   | Тип населённого пункта                          | Население |
| - | ------------------ | ----------------------------------------------- | --------- |
| 1 | Березовые Выселки  | деревня                                         | 10        |
| 2 | Малинки            | село                                            | ↘204      |
| 3 | Мирный             | посёлок                                         | 56        |
| 4 | Плоский            | посёлок                                         | 45        |
| 5 | Покровское         | село                                            | ↘29       |
| 6 | Политово           | железнодорожная станция, административный центр | 299       |
| 7 | Требунские Выселки | деревня                                         | 2         |
| 8 | Щегловка           | деревня                                         | 99        |